# Arcturinella banyulensis
Arcturinella banyulensis is een pissebed uit de familie Arcturidae. De wetenschappelijke naam van de soort is voor het eerst geldig gepubliceerd in 1931 door Poisson & Maury.